# ليام ماكنتاير
ليام ماكنتاير  (بالإنجليزية: Liam McIntyre)‏ مواليد 08 فبراير 1982 في أديليد، أستراليا، هو ممثل أسترالي بدأ مسيرته الفنية عام 2007.

## المسيرة الفنية
بدأ مسيرته بالعمل بشكل رئيسي في أفلام قصيرة، قبل تنفيذ أدوار ضيف في مسلسلات تلفزيونية شعبية في أستراليا راش والجيران.
أفضل دور لعب فيه الممثل هو في مجموعة مسلسلات سبارتاكوس
قدم له التلفزيون الأمريكي لأول مرة بطولة ضيف في إحدى حلقات مسلسل الهادئ

## الأعمال

### أفلام
- [[أسطورة هرقل]] (الدور: سوتيريس)

### مسلسلات
- سبارتاكوس: الإنتقام (الدور: سبارتاكوس)
- سبارتاكوس: حرب الملعونين (الدور: سبارتاكوس)
- [[الهادئ]] (الدور: ليو)

## وصلات خارجية
- ليام ماكنتاير على موقع IMDb (الإنجليزية)
- ليام ماكنتاير على موقع أول موفي (الإنجليزية)
- ليام ماكنتاير على موقع قاعدة بيانات الفيلم (الإنجليزية)

- الموقع الإلكتروني